# Јонкала (Орегон)
Јонкала (енгл. Yoncalla) град је у америчкој савезној држави Орегон.

## Демографија
По попису из 2010. године број становника је 1.047, што је 5 (-0,5%) становника мање него 2000. године.
| Група             | 2000.       | 2010.       |
| Белци             | 978 (93,0%) | 937 (89,5%) |
| Афроамериканци    | 0 (0,0%)    | 0 (0,0%)    |
| Азијати           | 5 (0,5%)    | 5 (0,5%)    |
| Хиспаноамериканци | 20 (1,9%)   | 48 (4,6%)   |
| Укупно            | 1.052       | 1.047       |